# Широбоков (хутор)
Широбо́ков — хутор в Изобильненском городском округе Ставропольского края Российской Федерации.

## Варианты названия
- Широбсков[2].

## География
Расстояние до краевого центра: 37 км.
Расстояние до районного центра: 6 км.

## История
Дата основания: 1865 год.
В 1929—1963 входил в состав Найдёновского сельсовета, который ныне не существует.
До 18 февраля 1993 года хутор входил в Тищенский сельсовет. 18 февраля 1993 года Малый Совет Ставропольского краевого Совета народных депутатов решил «Образовать в Изобильненском районе Новоизобильненский сельсовет с центром в поселке Новоизобильный. Включить в его состав посёлок Новоизобильный и хутор Широбоков, выделенные из состава Тищенского сельсовета».
До 2017 года входил в упразднённый Новоизобильненский сельсовет.

## Население
| 1989 | 2002 | 2010 | 2014 |
| ---- | ---- | ---- | ---- |
| 701  | ↗831 | ↗844 | ↗900 |

По данным переписи 2002 года, 88 % населения — русские.

## Образование
- Детский сад № 27
- Каждый день школьный автобус возит школьников в Изобильный в школу № 3.

## Инфраструктура
- Широбоковское отделение почтовой связи
- Хлебозавод «Каравай»
- Широбоковский пищекомбинат "Папа Вова"
- Дом культуры
- Библиотека № 13
- Фельдшерско-акушерский пункт[11]
- Продуктовый магазин «Фантазия»
- Хозяйственный магазин

## Религия
- Храм Николая Чудотворца.

## Улицы
- ул. 40-лет-Победы — центральная улица хутора
- ул. Западная
- пер. Южный
- ул. Молодёжная
- ул. Подгорная
- ул. Степная
- ул. Российская
- ул. Дружбы
- ул. Зелёная
- ул. Тенистая
- ул. Железнодорожная
- пер. Тихий

## Транспорт
Каждый час из Изобильного в хутор ходит автобус № 110.

## Памятники
Обелиск солдатам — героям Великой Отечественной войны